# 0522
0522 è il prefisso telefonico del distretto di Reggio Emilia, appartenente al compartimento di Bologna.
Il distretto comprende la quasi totalità della provincia di Reggio Emilia, escluso il comune di Castellarano e le frazioni orientali (Sant'Antonino e Veggia) del comune di Casalgrande. Confina con i distretti di Casalmaggiore (0375) e di Mantova (0376) a nord, di Modena (059) e di Sassuolo (0536) a est, di Lucca (0583), di Massa (0585) e de La Spezia (0187) a sud e di Parma (0521) a ovest.

## Aree locali e comuni
Il distretto di Reggio Emilia comprende 41 comuni compresi nelle 3 aree locali di Castelnovo ne' Monti (ex settori di Bibbiano, Castelnovo ne' Monti e Vezzano sul Crostolo), Guastalla (ex settori di Correggio, Guastalla e Novellara) e Reggio Emilia (ex settori di Castelnovo di Sotto, Reggio Emilia, Sant'Ilario d'Enza e Scandiano). I comuni compresi nel distretto sono: Albinea, Bagnolo in Piano, Baiso, Bibbiano, Boretto, Brescello, Busana, Cadelbosco di Sopra, Campagnola Emilia, Campegine, Canossa, Carpineti, Casalgrande, Casina, Castelnovo di Sotto, Castelnovo ne' Monti, Cavriago, Correggio, Fabbrico, Gattatico, Gualtieri, Guastalla, Luzzara, Montecchio Emilia, Novellara, Poviglio, Quattro Castella, Reggio Emilia, Reggiolo, Rio Saliceto, Rolo, Rubiera, San Martino in Rio, San Polo d'Enza, Sant'Ilario d'Enza, Scandiano, Toano, Ventasso, Vetto, Vezzano sul Crostolo, Viano e Villa Minozzo .